# Fontanna z trzema faunami w Gliwicach

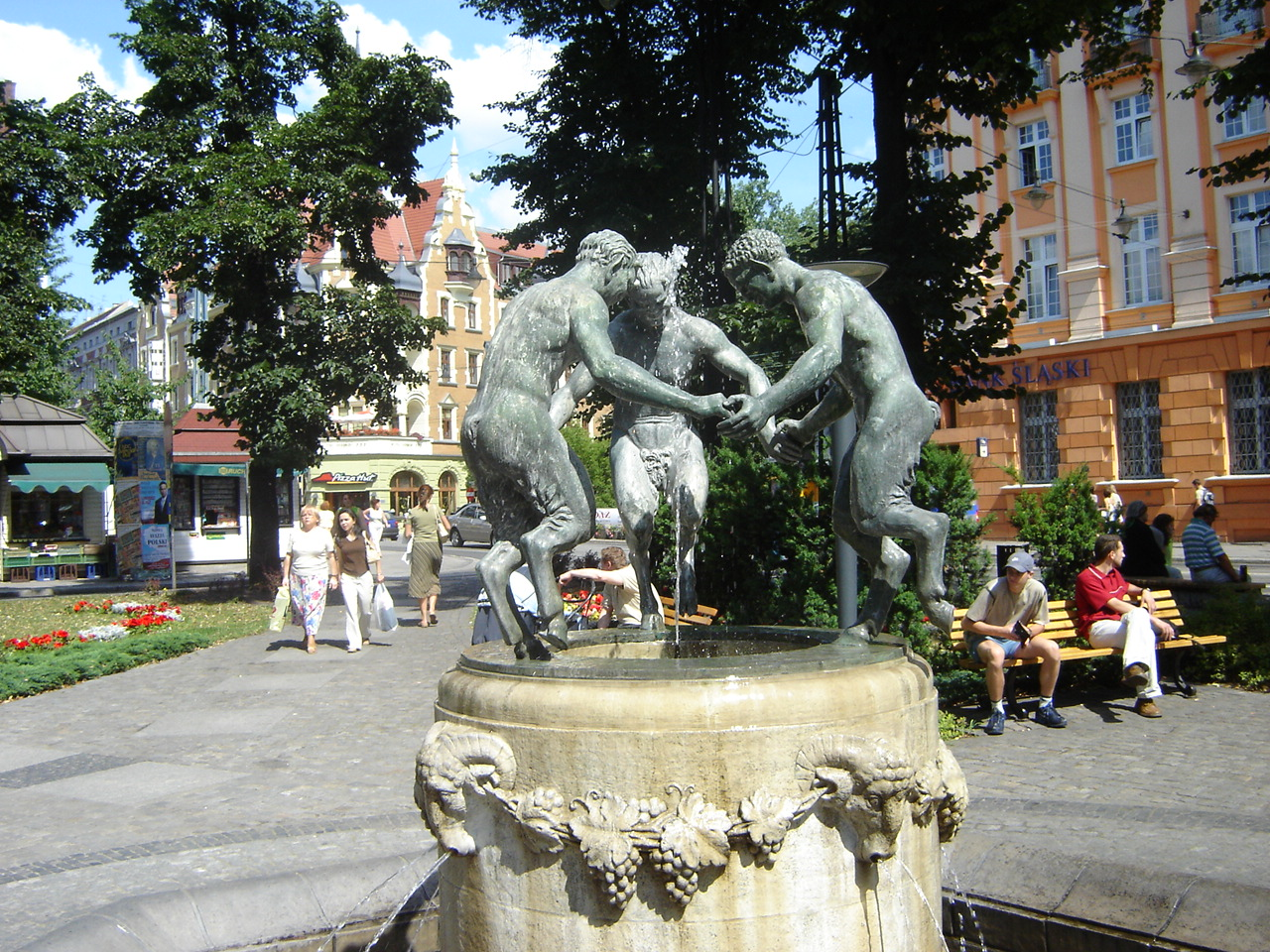
Gliwice - Fontanna z trzema faunami (Diabełki)

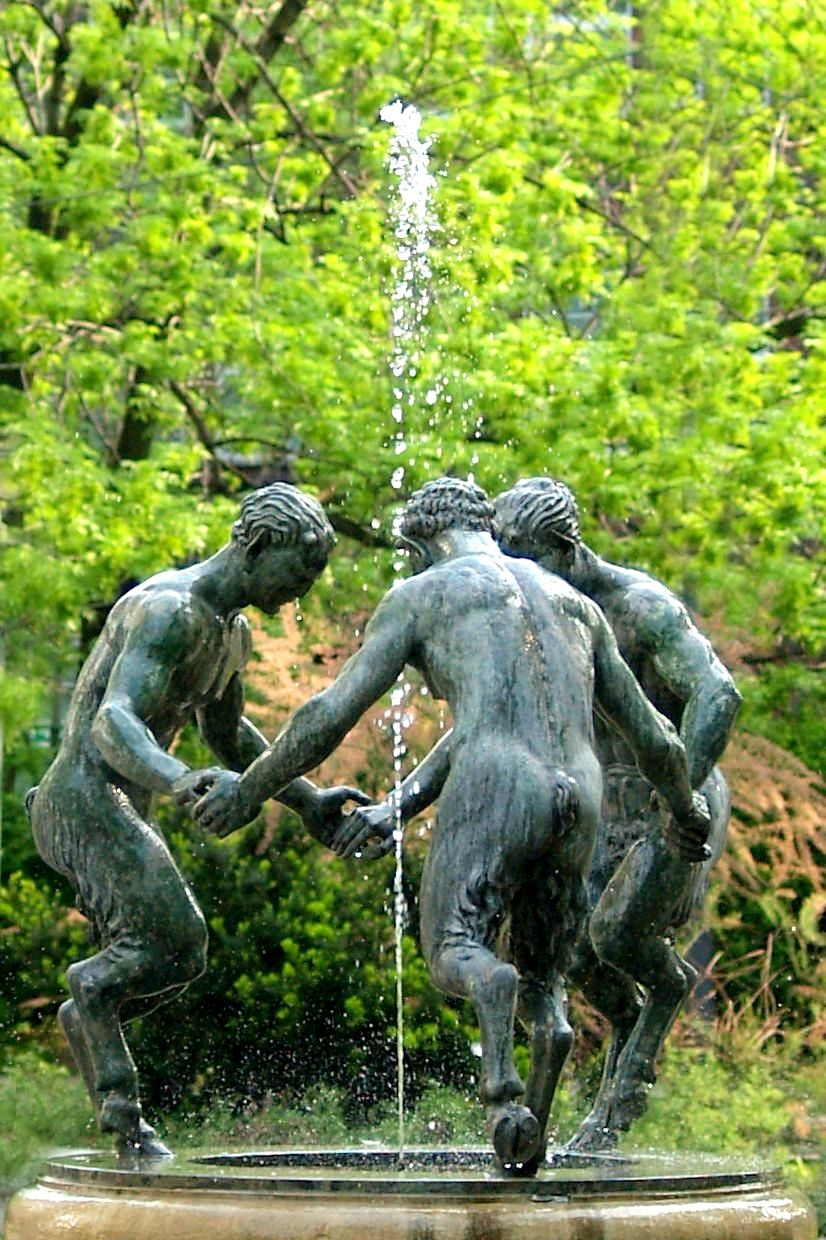
Gliwice - Fontanna z trzema faunami (Diabełki) – Hans Dammann

Fontanna z trzema faunami w Gliwicach – fontanna znajduje się przed budynkiem Urzędu Miejskiego (dawniej Hotel Haus Oberschlesien - Dom Górnośląski) przy ulicy Zwycięstwa.

## Informacje ogólne
Fontanna przedstawia trzy trzymające się za ręce tańczące fauny i została odlana z żeliwa w Hucie Gliwice w 1928 roku. Fontanna została umieszczona na cylindrycznym cokole z ornamentem z motywem baranich głów i festonów.
Fontanna jest przez Gliwiczan potocznie zwana Diabełkami.
W 2010 roku fauny zostały poddane renowacji.

## Legenda

### Wersja pierwsza

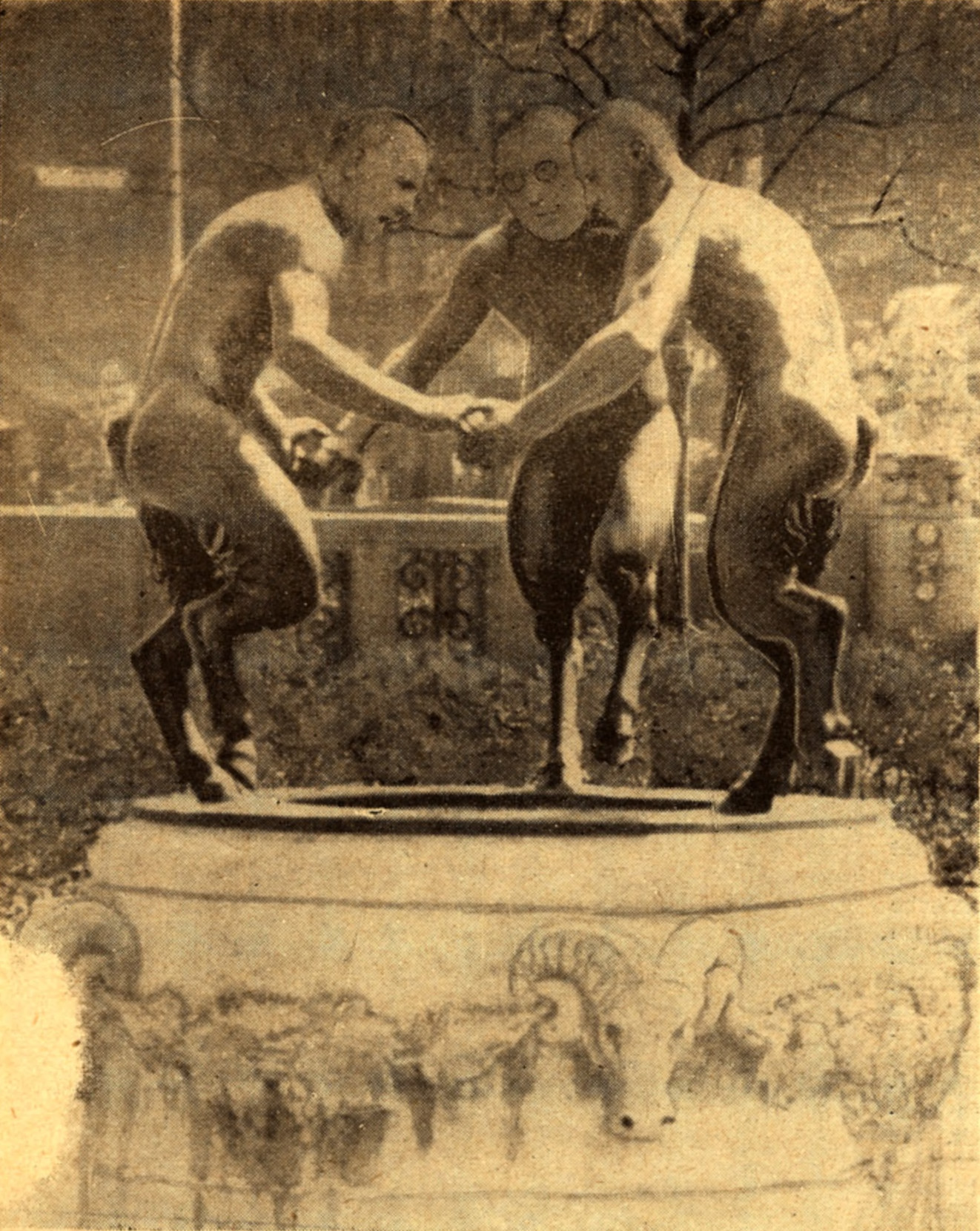
Fotomontaż będący żartem primaaprilisowym tygodnika Oberschlesien im Bild z 1932 roku, w którym głowy faunów zastąpiono podobiznami ówczesnych nadburmistrzów

Trzy diabełki mają symbolizować nadburmistrzów miast Gliwice, Zabrze i Bytom, niemogących dojść do porozumienia w kwestii planowanego przed wojną połączenia miast w Trójmiasto Gliwice-Zabrze-Bytom.

### Wersja druga
Według innej legendy fauny przedstawiają właścicieli trzech firm budowlanych, którzy według pierwotnych planów mieli wybudować nowoczesny jak na lata trzydzieste XX wieku Hotel Oberschlesien (Haus Oberschlesien) na tyłach dzisiejszego placu Piłsudskiego, w okolicach skrzyżowania ulic Powstańców i Orlickiego. Były to tereny bagienne i podczas trzykrotnie ponawianych prac budowlanych doszło do przerwania robót z powodu podmokłego gruntu i wysokiego stanu wód gruntowych. Wszystkie trzy firmy splajtowały, a ich właściciele do dzisiaj tańczą pod postaciami faunów wokół studni i wypatrują w niej utopionych w wodzie pieniędzy. Po przykrych doświadczeniach z wodami gruntowymi Hotel Oberschlesien postanowiono zbudować na twardszym gruncie, tuż przy głównej ulicy łączącej Rynek z dworcem kolejowym. Przedwojenny Hotel Oberschlesien to dzisiejszy urząd miejski.